# Julien Boutter
Julien Boutter, né le 5 avril 1974 à Boulay-Moselle, est un joueur de tennis français, professionnel de 1996 à 2004. Après sa carrière sportive, il s'est reconverti en consultant et en dirigeant de tournoi.

## Biographie

### Début de carrière
Julien Boutter donne ses premiers coups de raquette à 10 ans. Fait rare, il était seulement classé 15/1 à 17 ans. Il passe professionnel en 1996, après des études universitaires à Metz (un IUT et une année de licence), déjà âgé de 22 ans.

### Apogée
Il atteint sa première finale sur le Circuit lors d'un tournoi futur en Autriche en février 1998, perdue contre le Bulgare Ivaylo Traykov. La même année, il fait ses débuts en Grand Chelem aux Internationaux de France de tennis où il bat l'Allemand Christian Vinck avant de chuter au second tour contre son compatriote Cédric Pioline.
Au cours de sa carrière il dispute 20 tournois du Grand Chelem (le dernier à Wimbledon en 2004), passant cinq fois le premier tour. Il atteint les demi-finales en double à l'Open d'Australie 2002 avec Arnaud Clément. Il dispute 16 Masters Series, le premier à Monte-Carlo en 2000 et le dernier à Monte-Carlo en 2003, atteignant deux fois les quarts de finale (Hambourg en 2002 et Monte-Carlo en 2003).
En 2001, il dispute à Milan sa première finale sur le Circuit ATP, perdue contre Roger Federer pour ce qui constitue le premier titre du Suisse. Il remporte son premier et unique titre ATP lors du Grand-Prix Hassan II de Casablanca en 2003, battant en finale le Marocain Younès El Aynaoui en trois sets (6-2, 2-6, 6-1)
De 2000 à 2004, il enchaîne cinq participations à Wimbledon sans parvenir à passer le premier tour. Toutefois, en 2003, il rate trois balles de matchs contre Stefano Galvani.

### Retraite sportive
Il quitte le circuit professionnel durant l'été 2004 après avoir disputé 146 matchs en simple (62 victoires et 84 défaites) et 105 matchs en double (51 victoires et 54 défaites).
Ses deux plus grands exploits, outre son unique titre, furent ses deux victoires contre Gustavo Kuerten : au 1er tour à Bâle en 2001 (no 1 mondial) et au 1er tour de l'Open d'Australie 2002 (no 2 mondial). Il a également battu Marat Safin, Michael Chang, Roger Federer, Todd Martin, Tim Henman (2 fois, alors no 9 et 10 mondial), Greg Rusedski, Àlex Corretja, Carlos Costa, Mark Philippoussis, Nikolay Davydenko et Andy Roddick.
Il détenait le record français d'aces dans un match : 37 lors de l'Open d'Australie 2002 en cinq sets ; il bat Gustavo Kuerten, avant d'être dépassé par son compatriote Nicolas Mahut.

### Reconversion
Il est directeur du tournoi de l'Open de Moselle, ATP 250 à Metz, devenu le Moselle Open en 2011. Il est également consultant pour les chaînes du groupe Canal+.

### Vie privée
Sa mère a enseigné les Sciences de la Vie et de la Terre (SVT) au Collège Bernanos de Montigny-lès-Metz. Il a un fils, Oscar, né en septembre 2009.

## Palmarès

### Titre en simple messieurs
| No | Date       | Nom et lieu du tournoi           | Catégorie   | Dotation  | Surface      | Finaliste         | Score         |  |
| -- | ---------- | -------------------------------- | ----------- | --------- | ------------ | ----------------- | ------------- |  |
| 1  | 07-04-2003 | Grand-Prix Hassan II, Casablanca | Int' Series | 375 000 $ | Terre (ext.) | Younès El Aynaoui | 6-2, 2-6, 6-1 |  |

### Finale en simple messieurs
| No | Date       | Nom et lieu du tournoi | Catégorie   | Dotation  | Surface         | Vainqueur     | Score          |          |
| -- | ---------- | ---------------------- | ----------- | --------- | --------------- | ------------- | -------------- | -------- |
| 1  | 29-01-2001 | Milan Indoor, Milan    | Int' Series | 375 000 $ | Moquette (int.) | Roger Federer | 6-4, 67-7, 6-4 | Parcours |

### Titres en double messieurs
| No | Date       | Nom et lieu du tournoi   | Catégorie   | Dotation  | Surface    | Partenaire        | Finalistes                   | Score             |          |
| -- | ---------- | ------------------------ | ----------- | --------- | ---------- | ----------------- | ---------------------------- | ----------------- | -------- |
| 1  | 03-01-2000 | Gold Flake Open Chennai  | Int' Series | 405 000 $ | Dur (ext.) | Christophe Rochus | Saurav Panja Prahlad Srinath | 7-5, 6-1          |          |
| 2  | 16-10-2000 | Adidas Open Toulouse     | Int' Series | 375 000 $ | Dur (int.) | Fabrice Santoro   | Donald Johnson Piet Norval   | 7-68, 4-6, 7-65   |          |
| 3  | 12-02-2001 | Open 13 Marseille        | Int' Series | 475 000 $ | Dur (int.) | Fabrice Santoro   | Michael Hill Jeff Tarango    | 7-67, 7-5         | Parcours |
| 4  | 10-09-2001 | President's Cup Tachkent | Int' Series | 525 000 $ | Dur (ext.) | Dominik Hrbatý    | Marius Barnard Jim Thomas    | 6-4, 3-6, [13-11] |          |

### Finales en double messieurs
| No | Date       | Nom et lieu du tournoi | Catégorie   | Dotation  | Surface         | Vainqueurs                       | Partenaire | Score              |          |
| -- | ---------- | ---------------------- | ----------- | --------- | --------------- | -------------------------------- | ---------- | ------------------ | -------- |
| 1  | 28-01-2002 | Milan Indoor Milan     | Int' Series | 356 000 $ | Moquette (int.) | Karsten Braasch Andreï Olhovskiy | Max Mirnyi | 3-6, 7-65, [12-10] | Parcours |
| 2  | 11-02-2002 | Open 13 Marseille      | Int' Series | 451 000 $ | Dur (int.)      | Arnaud Clément Nicolas Escudé    | Max Mirnyi | 6-4, 6-3           | Parcours |

## Résultats en Grand Chelem

### En simple
| Année | Open d'Australie                              | Open d'Australie | Roland-Garros  | Roland-Garros       | Wimbledon | Wimbledon           | US Open     | US Open         |
| ----- | --------------------------------------------- | ---------------- | -------------- | ------------------- | --------- | ------------------- | ----------- | --------------- |
| 1998  | -                                             | -                | 2e tour        | Cédric Pioline      | -         | -                   | -           | -               |
| 1999  | Q1 \|\| style="text-align:left" \| Max Mirnyi | 1er tour         | Dominik Hrbatý | -                   | -         | 1er tour            | Galo Blanco |                 |
| 2000  | 1er tour                                      | Sláva Doseděl    | 1er tour       | Nicolás Lapentti    | 1er tour  | Paul Goldstein      | 2e tour     | Lleyton Hewitt  |
| 2001  | 2e tour                                       | Wayne Ferreira   | 2e tour        | Andre Agassi        | 1er tour  | Jason Stoltenberg   | 1er tour    | Pete Sampras    |
| 2002  | 2e tour                                       | Adrian Voinea    | 1er tour       | Irakli Labadze      | 1er tour  | Mark Philippoussis  | 1er tour    | Gustavo Kuerten |
| 2003  | -                                             | -                | 1er tour       | Ievgueni Kafelnikov | 1er tour  | Stefano Galvani     | 1er tour    | Sjeng Schalken  |
| 2004  | -                                             | -                | 1er tour       | Martin Verkerk      | 1er tour  | Juan Carlos Ferrero | -           | -               |

### En double
| Année | Open d'Australie           | Open d'Australie               | Roland-Garros                     | Roland-Garros                            | Wimbledon               | Wimbledon                   | US Open                 | US Open                      |
| ----- | -------------------------- | ------------------------------ | --------------------------------- | ---------------------------------------- | ----------------------- | --------------------------- | ----------------------- | ---------------------------- |
| 1998  | -                          | -                              | 1er tour Jean-Michel Pequery (en) | Jim Grabb David Macpherson               | -                       | -                           | -                       | -                            |
| 1999  | -                          | -                              | -                                 | -                                        | -                       | -                           | -                       | -                            |
| 2000  | -                          | -                              | 3e tour Fabrice Santoro           | Jaime Oncins Daniel Orsanic              | -                       | -                           | 2e tour Fabrice Santoro | Marius Barnard Robbie Koenig |
| 2001  | 1er tour Fabrice Santoro   | Nicklas Kulti Max Mirnyi       | 2e tour Fabrice Santoro           | Lucas Arnold Ker Cyril Suk               | 2e tour Fabrice Santoro | Donald Johnson Jared Palmer | -                       | -                            |
| 2002  | Demi-finale Arnaud Clément | Michaël Llodra Fabrice Santoro | 1er tour Sjeng Schalken           | Paul Haarhuis Ievgueni Kafelnikov        | 3e tour Sjeng Schalken  | Mahesh Bhupathi Max Mirnyi  | 2e tour Sjeng Schalken  | George Bastl Roger Federer   |
| 2003  | -                          | -                              | -                                 | -                                        | -                       | -                           | -                       | -                            |
| 2004  | -                          | -                              | 1er tour Antony Dupuis            | Julien Jeanpierre Édouard Roger-Vasselin | -                       | -                           | -                       | -                            |

## Classement ATP
- 1995 : no 1070
- 1996 : no 471
- 1997 : no 381
- 1998 : no 276
- 1999 : no 136
- 2000 : no 70
- 2001 : no 53
- 2002 : no 77
- 2003 : no 110
- 2004 : no 597